# 김화연
김화연(1985년 6월 13일 ~ )은 대한민국의 영화배우다.

## 개요
김화연은 2007년 코미디TV '애완남키우기 나는펫 시즌2'로 데뷔했으며, 이후 연기 활동을 시작했다.

## 경력

### 주요활동
- 영화배우
- 2007년 코미디TV '애완남키우기 나는펫 시즌2'
- 2015년 영화 공즉시색

## 특이사항
- '제22회 부천국제판타스틱영화제' 개막식 레드카펫 행사에 참석[1]